# Жилко, Борис Анатольевич
Борис Анатольевич Жилко (род. 18 сентября 1955) — российский дипломат. Чрезвычайный и полномочный посол (2021).

## Биография
Окончил Московский государственный институт международных отношений МИД СССР (МГИМО) (1982). Владеет английским,  нидерландским и французским языками. На дипломатической работе с 1982 года. 
В 1982—1987 годах — сотрудник Посольства СССР в Суринаме.
В 1987—1990 годах — сотрудник Первого европейского отдела МИД СССР.
В 1990—1995 годах — сотрудник Посольства СССР/России в Нидерландах.
В 1995—1998 годах — сотрудник Департамента кадров МИД России.
В 1998—2002 годах — сотрудник Посольства России в Дании.
В 2002—2006 годах — начальник отдела стран Бенилюкса в Первом европейском департаменте МИД России.
В 2006—2011 годах — советник-посланник Посольства России в Бельгии.
В 2011—2014 годах — заместитель директора Первого европейского департамента МИД России.
В 2014—2020 годах — советник-посланник Посольства России в Нидерландах.
С 4 февраля 2021 года — чрезвычайный и полномочный посол Российской Федерации в Мавритании.

## Дипломатический ранг
- Чрезвычайный и полномочный посланник 2 класса (23 апреля 2008)[2].
- Чрезвычайный и полномочный посланник 1 класса (17 октября 2016)[3].
- Чрезвычайный и полномочный посол (28 декабря 2021)[4].

## Награды
- Медаль ордена «За заслуги перед Отечеством» I степени (29 марта 2021) — За большой вклад в реализацию внешнеполитического курса Российской Федерации и многолетнюю добросовестную дипломатическую службу[5].
- Медаль ордена «За заслуги перед Отечеством» II степени (25 мая 2000) — За многолетнюю плодотворную работу и активное участие в проведении внешнеполитического курса Российской Федерации[6].
- Знак отличия «За безупречную службу» XXX лет (22 декабря 2015) — За заслуги в реализации внешнеполитического курса Российской Федерации и многолетнюю добросовестную работу[7].